# Château Malakoff
Château Malakoff est un groupe réunissant trois marques historiques de champagne, les champagnes Beaumet, Oudinot et Jeanmaire, et racheté en 2004 par le groupe Laurent-Perrier.

## Histoire
Château Malakoff est créé en 1977, lorsque la famille Trouillard reprend la maison de Champagne Beaumet. L'entreprise rachète ensuite les maisons Oudinot et Jeanmaire en 1981. La maison Beaumet a été fondée en 1878 et a déménagé au début du XXe siècle de Pierry à Châlons-en-Champagne. La maison Oudinot fut fondée à la fin du XIXe siècle par Jules Edouard Oudinot à Avize puis a été revendue par son fils Marcel Oudinot. La maison Jeanmaire est fondée en 1933 par André Jeanmaire à Avize.
Château Malakoff est vendu en 2004 au groupe Laurent-Perrier pour 60 M€,,.

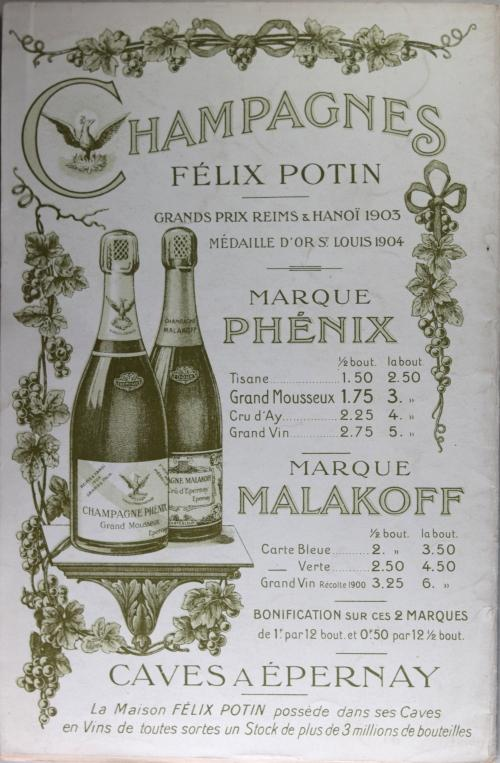
Extrait du catalogue Félix Potin de 1907 présentant les champagnes Malakoff qui appartenaient à l'époque au célèbre épicier.

En 2004 lors de son rachat, le groupe possède un site de production à Épernay, un centre de pressurage et de stockage à Oger (Marne) et un centre de pressurage à Landreville (Aube), ainsi que 125 ha de vignoble en exploitation dont 60 ha en propre comprenant 34 ha de grand cru et 20 ha de premier cru. Le site de la rue Malakoff à Épernay est revendu en 2009 à la maison Gosset. Ce site de deux hectares, dit du « château Malakoff », comprenant un parc arboré, une demeure ancienne, des caves souterraines jusqu'à 30 mètres de profondeur et des bâtiments de production, fut construit à l'origine pour la chaîne d'épicerie Félix Potin, et fut ensuite occupé à partir de 1947 par la famille Trouillard qui y installa sa résidence et les champagnes Jeanmaire.